# إزمورن (ازمورن)
إزمورن هي إحدى مشيخات المملكة المغربية، تتبع جغرافيا لإقليم الحسيمة وإداريًا لازمورن. يقدر عدد سكانها بـ 3557 نسمة حسب الإحصاء الرسمي للسكان والسكنى لسنة 2004.